# 凛咲子
凛咲子（りさこ、1998年10月6日 - ）は、日本のグラビアアイドル、タレント。福岡県出身。2024年現在はTRUXiAに所属。

## 略歴
歯科衛生士の専門学校に通う中ファッションショーに出演を依頼された際、前所属事務所「BRUTUS」にスカウトされ、学生生活を終えた2020年に上京したがコロナで一年帰福。
2021年11月に「りーちゃんの夏」1stDVDでグラビアデビュー。
2022年10月14日、東京女子プロレスの芸能関係者プロレスデビュー挑戦プロジェクト「夢プロレス」で試合を行った。
2022年11月26日、『第3回サンスポGoGoクイーンオーディション』にてグランプリを受賞。

## 人物
- 趣味：バスケ観戦、バスケをプレイすること。
- 映画やアニメを観ること、お菓子作り[7]。映画は、恋愛ものはまったく見ておらず、サスペンスなどドキドキハラハラ系が好き[7]。
- 特技：バスケットボール、マッサージ[7]。
- 姉は同じグラビアアイドルの八反美咲[9]。
- 姉が東京にいたので上京をきめた[7]。

## 出演

### テレビ
- 極楽山本・ロンブー亮のARIGATEENA TV（2022年2月7日、テレビ埼玉）
- 御社でインターンよろしでしょうか？（2022年3月12日、BS-TBS）
- デートなう（2022年3月9日、テレビ大阪）

### ウェブ配信
- ヒロミ・指原の“恋のお世話始めました”（2022年4月7日、ABEMA）[10]
- 図工の時間 #5（2022年7月27日、東京Lily、YouTube）共演：新井萌花、只埜なつみ、渕上ひかる[11]

### ドラマ
- 束の間の一花（2022年10月17日 - 12月19日、日本テレビ）

## 作品

### イメージビデオ
- りーちゃんの夏（2021年11月26日、竹書房）[12][13]
- 恋のリズム（2022年5月27日、竹書房）[14][15]
- 優気凛凛（2023年3月24日、エスデジタル）[16][17]

### デジタル写真集
- 福岡育ちやけん（2022年4月4日、集英社［週プレ PHOTO BOOK］、撮影：佐藤裕之）[18]
- Gz PRESS No.583（2022年10月15日、サーティースリー）[19]
- Gz PRESS No.589（2022年10月29日、サーティースリー）[20]
- Gz PRESS No.595（2022年11月12日、サーティースリー）[21]
- Gz PRESS No.601（2022年11月26日、サーティースリー）[22]
- Gz PRESS No.607（2022年12月10日、サーティースリー）[23]
- Gz PRESS No.613（2022年12月24日、サーティースリー）[24]
- NEXT推しガール！ 1･2･3･4（2022年12月23日、講談社［ヤンマガデジタル写真集］、撮影：佐藤佑一）[25][26][27][28]
- ＜140枚完全版＞ NEXT推しガール！ 1〜4（2022年12月23日、講談社［ヤンマガデジタル写真集］、撮影：佐藤佑一）[29]
- Gz PRESS No.619（2023年1月7日、サーティースリー）[30]
- 可愛くって強いコがムテキなのだ。（2023年3月6日、小学館［スピ/サン グラビアフォトブック］、撮影：清田大介）[31]
- LIKE A Villainess（2023年8月25日、文藝春秋［デジタル原色美女図鑑］、撮影：丸谷嘉長）※DMMブックス限定版には特典映像が付属[32]
- 癒しの究極ボディ♡ vol.1･2（2023年10月12日、講談社［FRIDAYデジタル写真集］、撮影：Takeo Dec.）[33][34]
- けしからんマーメイド vol.1･2･3（2024年8月9日、講談社［FRIDAYデジタル写真集］、撮影：LUCKMAN）[35][36][37]
- 週刊GIRLS-PEDIA 104（2025年2月1日、KADOKAWA）[38]